# 野崎宏二
野崎 宏二（のざき こうじ、 1973年生まれ ）は、日本のVFXスーパーバイザー。岡山県倉敷市出身。
2001年にCGプロダクション エヌ・デザインを設立。日本のVFX業界団体・VFX-JAPANでは理事を務める。映画、ミュージックビデオ、ゲームムービーなど多方面でＣＧディレクター、ＶＦＸスーパーバイザーとして活躍する一方、ショートムービーやミュージックビデオなどで監督としても活動。
代表作は映画『20世紀少年』,『GOEMON』,『CASSHERN』,『SPEC』など。

## 映画
- 『CASSHERN』 (2004) – VFXスーパーバイザー
- 『鉄人28号』(2005) – プロダクションスーパーバイザー
- 『シムソンズ』(2006) – VFXスーパーバイザー
- 『サイレン〜FORBIDDEN SIREN』(2006) – VFXスーパーバイザー
- 『キサラギ』(2007) – VFXスーパーバイザー
- 『包帯クラブ』(2007) – VFXスーパーバイザー
- 『自虐の詩』(2007) – VFXスーパーバイザー
- 『銀幕版 スシ王子！〜ニューヨークへ行く』(2008) – VFXスーパーバイザー
- 『20世紀少年 第一章：終わりの始まり』(2008) – VFXスーパーバイザー
- 『20世紀少年 第二章：最後の希望』(2009) – VFXスーパーバイザー
- 『20世紀少年 最終章：僕らの旗』(2009) – VFXスーパーバイザー
- 『GOEMON』(2009) – VFXスーパーバイザー
- 『守護天使』(2009) – VFXスーパーバイザー
- 『劇場版TRICK 霊能力者バトルロイヤル』(2010) – VFXスーパーバイザー
- 『さらば愛しの大統領』(2010) – VFX監修
- 『はやぶさ/HAYABUSA』(2011) – VFXスーパーバイザー
- 『劇場版 SPEC〜天〜』(2012) – VFXスーパーバイザー
- 『エイトレンジャー』(2012) – VFXスーパーバイザー
- 『くちづけ』(2013) – CGIディレクター
- 『劇場版 SPEC〜結〜 漸ノ篇/爻ノ篇』(2013) – VFXスーパーバイザー
- 『エイトレンジャー2』(2014) – VFXスーパーバイザー
- 『物置のピアノ』(2014) – VFXプロデューサー
- 『天空の蜂』(2015) – VFXスーパーバイザー
- 『真田十勇士』(2016) – VFX監修
- 『人魚の眠る家』(2018) – VFXプロデューサー
- 『Diner ダイナー』（2019）– VFXスーパーバイザー
- 『望み』(2020) – VFX監修
- 『ファーストラヴ』(2021) – VFXプロデューサー
- 『胸が鳴るのは君のせい』（2021）– VFXスーパーバイザー
- 『ゲネプロ★7』（2023）– VFXプロデューサー
- 『映画『ミステリと言う勿れ』』（2023）– VFXスーパーバイザー

## WEB
- 『死神さん2』(2022 hulu) – VFXプロデューサー
- 『First Love 初恋』(2022 Netflix) – VFXスーパーバイザー

## TV
- 『渋谷会談 サッちゃんの都市伝説』(2004-2005) – 監督
- 『巷説百物語〜飛縁魔〜』(2006) – VFXスーパーバイザー
- 『スシ王子!』(2007) – VFXスーパーバイザー
- 『警部補　矢部謙三』(2010) – VFXスーパーバイザー
- 『TRICK 新作スペシャル２』(2010) – VFX
- 『SPEC〜警視庁公安部公安第五課 未詳事件特別対策係事件簿〜』(2010) – VFXスーパーバイザー
- 『家族八景』(2012) – VFXスーパーバイザー
- 『SPEC〜零〜』(2013) – VFXスーパーバイザー
- 『ウルトラマントリガー NEW GENERATION TIGA』(2021) – CGプロデューサー
- 『ウルトラマントリガー エピソードZ』(2022) – CGプロデューサー
- 『ミステリと言う勿れ特別編』(2023) – VFXスーパーバイザー

## PV
- 宇多田ヒカル「traveling」– VFXスーパーバイザー
- 宇多田ヒカル「SAKURAドロップス」– VFXスーパーバイザー
- 大山百合香「海の青 空の青」– 監督・ VFXスーパーバイザー
- 宇多田ヒカル「You Make Me Want to Be a Man」(Utada名義)　– VFXスーパーバイザー
- 宇多田ヒカル「Passion」– VFXスーパーバイザー
- 宇多田ヒカル「Keep Tryin'」– VFXスーパーバイザー

## ゲームムービー
- 『DEAD OR ALIVE 3』(2002) – CGディレクター
- 『NINJA GAIDEN』(2004) – CGディレクター
- 『DEAD OR ALIVE 4』(2005) – CGディレクター